# Fleury-Mérogis
Fleury-Mérogis [flœʁi meʁɔʒis] ist eine französische Gemeinde mit 13.816 Einwohnern (Stand 1. Januar 2022) im Département Essonne in der Region Île-de-France. Sie ist durch das Staats- und Hochsicherheits-Gefängnis Maison d’arrêt de Fleury-Mérogis im Gemeindegebiet bekannt.

## Geografie

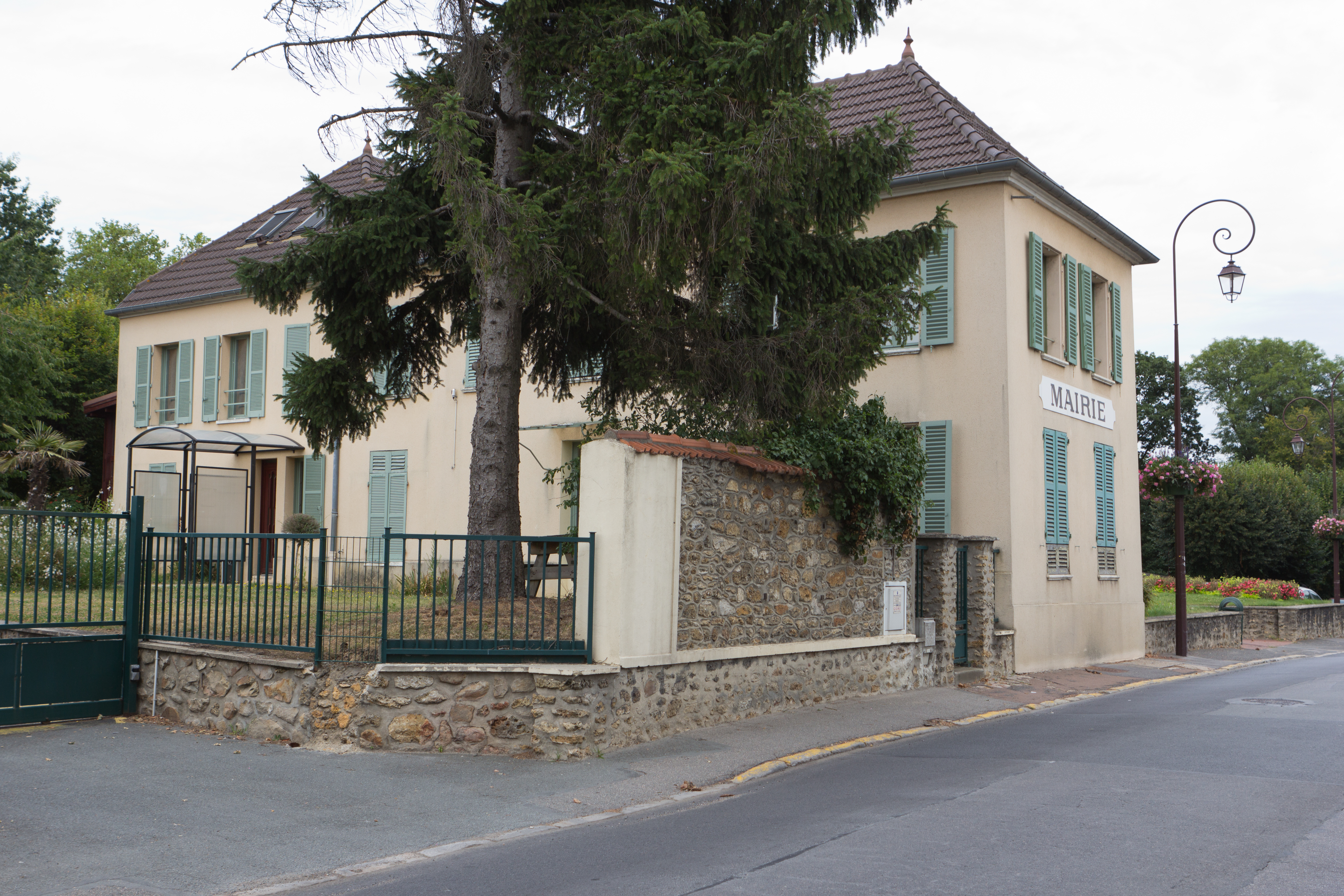
Mairie (Rathaus)

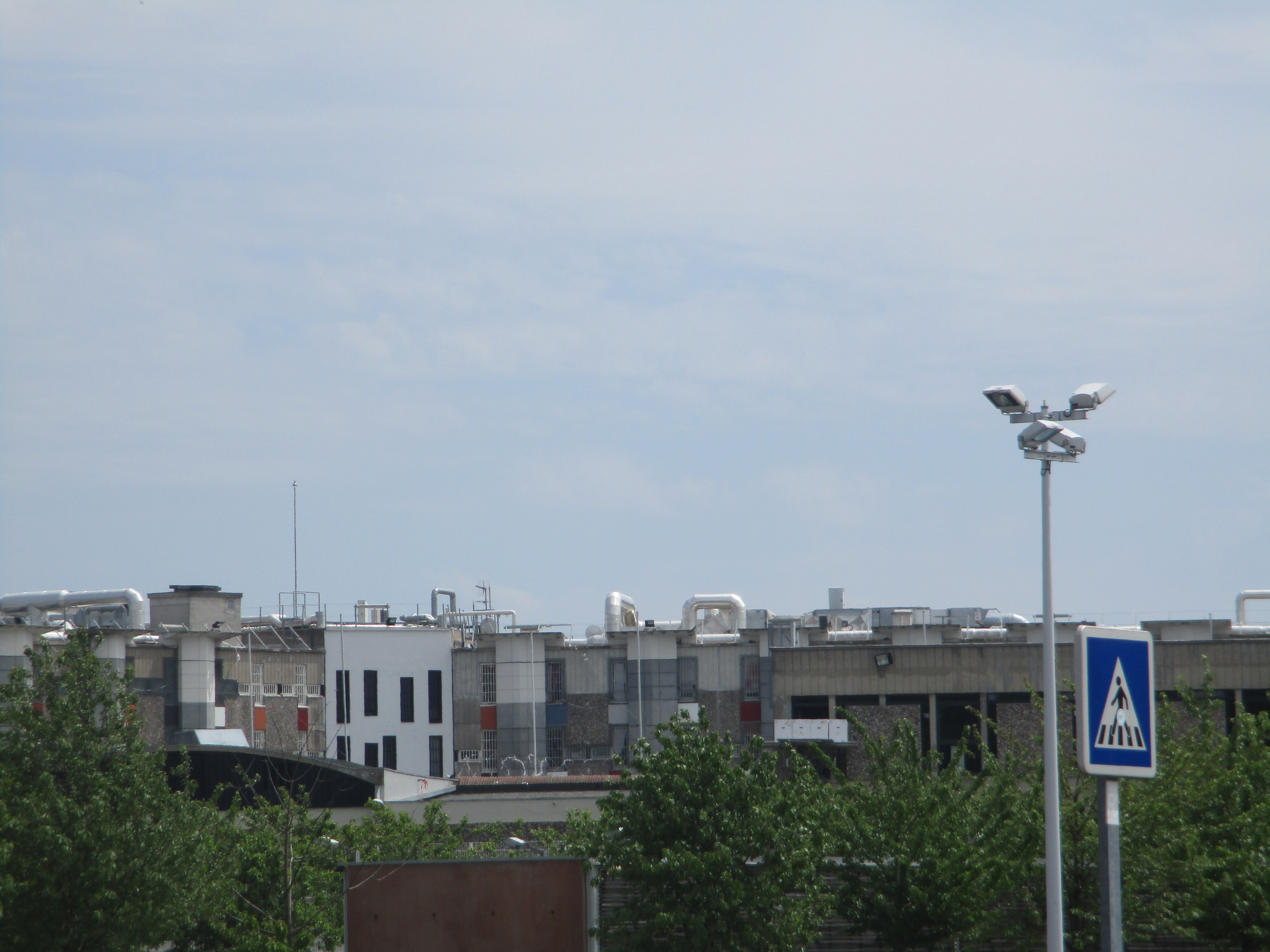
Gefängnis

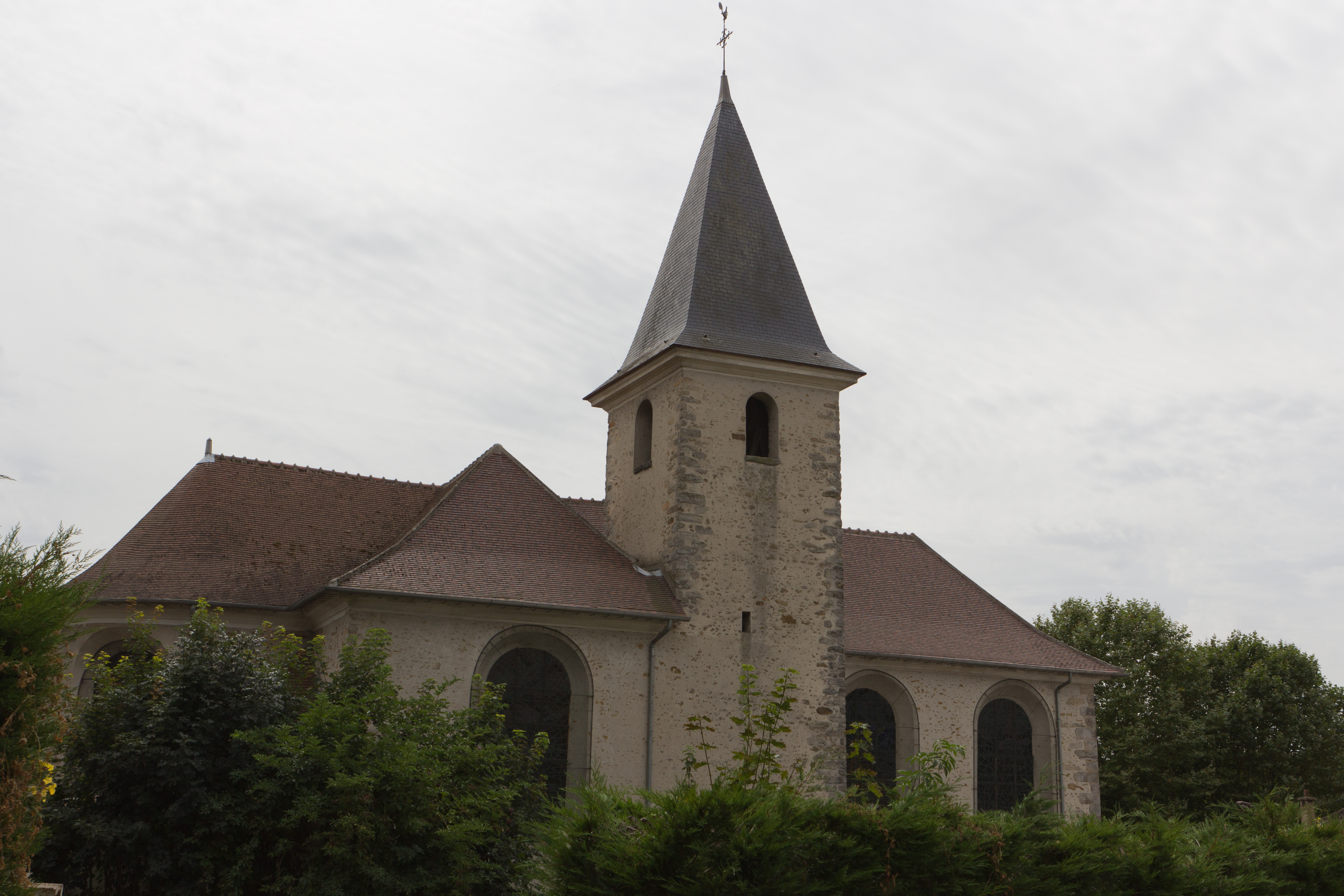
Kirche Saint-Rédempteur

Fleury-Mérogis liegt 26 Kilometer südlich von Paris, 6,1 Kilometer westlich von Évry, dem Sitz der Unterpräfektur des Arrondissements, 3,7 Kilometer südöstlich von Morsang-sur-Orge und 2,3 Kilometer südöstlich von Sainte-Geneviève-des-Bois. auf einer mittleren Höhe von 89 Metern über dem Meeresspiegel. Die Mairie steht auf einer Höhe von 90 Metern. Nachbargemeinden von Fleury-Mérogis sind Grigny im Nordosten, Bondoufle im Südosten, Le Plessis-Pâté im Südwesten sowie Sainte-Geneviève-des-Bois im Nordwesten. Das Gemeindegebiet hat eine Fläche von 651 Hektar.
Die Gemeinde ist einer Klimazone des Typs Cfb (nach Köppen und Geiger) zugeordnet: Warmgemäßigtes Regenklima (C), vollfeucht (f), wärmster Monat unter 22 °C, mindestens vier Monate über 10 °C (b). Es herrscht Seeklima mit gemäßigtem Sommer.

## Gefängnis
Das Gefängnis Fleury-Mérogis ist ein Maison d’arrêt und somit primär zur Aufnahme von Untersuchungshäftlingen und Kurzstraflern bestimmt. Mit seinen 2855 Haftplätzen (Stand: Januar 2013) gilt es als das größte Gefängnis in Europa. Es wurde in den 1960er Jahren aus Stahlbeton errichtet. Neben dem Hauptgebäude finden sich als Satellitenanstalten, die räumlich von der Hauptanstalt getrennt sind, eine Anstalt für junge Gefangene und weibliche Gefangene.
Im Gefängnis von Fleury-Mérogis saßen oder sitzen unter anderem der Gewaltverbrecher Jacques Mesrine (1936–1979), Mitglieder der Action Directe oder auch Mitglieder von Euskadi Ta Askatasuna (ETA) ihre Strafen ab.

## Sehenswürdigkeiten
Die Kirche Saint-Rédempteur (‚Erlöserkirche‘) gehört zum römisch-katholischen Bistum Évry. Die ursprüngliche Kirche von Fleury war die Kapelle der mittelalterlichen Burg. Als die Burg 1722 zerstört wurde, wurde auch die Kirche zerstört. Auf den Fundamenten der Kirche wurde 1725 eine neue Kirche erbaut. Das Kircheninnere wurde damals komplett erneuert. Im Zweiten Weltkrieg (1939–1945) wurde das Gebäude beschädigt. 1982 wurde es restauriert und die Fenster durch moderne Fenster ersetzt. Zwei der Bilderrahmen aus dem 18. Jahrhundert wurden 1930 als historisches Denkmal klassifiziert und 1971 in die Mairie gebracht.
In der Haftanstalt gibt es eine außerdem eine katholische Kapelle.

## Verkehr
Das Gemeindegebiet von Fleury-Mérogis wird im Osten von der Autobahn A 6 tangiert, im Süden quert die Nationalstraße N 104. Durch den Ort selbst verläuft die Departementsstraße D 445.
Die nächsten Bahnstationen sind in Sainte-Geneviève des Bois an der Linie C des Schnellbahnnetzes Réseau express régional d’Île-de-France (RER) sowie in Grigny und Viry-Châtillon an der RER-Linie D.